# Спілка українських підприємців
Спілка українських підприємців (СУП) — громадська спілка, створена у Києві в квітні 2016 року. Входить до трійки найбільших бізнес-асоціацій України.
У квітні 2017 року СУП відкрила офіційні представництва у Львові, Дніпрі та Одесі. У 2019 році відкрили представництво у Хмельницькому. Від жовтня 2023 СУП представляє Україну в BUSINESSEUROPE  у статусі спостерігача. Це дає змогу Спілці бути голосом українських підприємців у найбільшій і найвпливовішій бізнес-асоціації Європейського  Союзу та лобіювати інтереси українського бізнесу в Європі.  У 2024 році - CУП відкрила своє представництво у Польщі (Варшава). Також у 2024 році Спілка отримала статус Observer organisation в Business at OECD (BIAC). У 2025 році Спілка українських підприємців приєдналася до глобальної ініціативи SME Resilience Alliance — міжнародного партнерства, що об’єднує організації з усього світу задля зміцнення стійкості малого та середнього бізнесу (МСБ). А також Спілка відкрила представництво в Брюсселі — ключовий офіс організації в Європі. Його основною метою є представлення та захист інтересів українського бізнесу в інституціях Європейського Союзу. Цей крок є надзвичайно важливим, адже Україна офіційно має статус країни-кандидата на членство в ЄС.

## Мета створення і ключові факти
Спілка створена за межами політичних інтересів з метою захисту інтересів підприємців та формування сприятливого бізнес-середовища в Україні.
- Створена підприємцями для підприємців
- Поза політикою
- Немає зв’язків з олігархічним капіталом
- Об’єднує незалежних українських підприємців, не зважаючи на масштаб, галузь та географію діяльності

## Місія та цінності
Місія: Створення та розвиток сприятливого бізнес-клімату в Україні.
Цінності:
- Свобода підприємництва;
- Недоторканність приватної власності;
- Верховенство права;
- Патріотизм і розуміння України як місця, де ми живемо, досягаємо успіху і де будуть щасливо жити наші діти.

## Члени
Станом на лютий 2024 членами СУП є понад 1300 компаній від мікро- до великого бізнесу з усіх регіонів країни.
У 2015—2016 роках члени СУП сплатили понад 8,12 млрд грн податків до бюджетів всіх рівнів та надали більше 230 000 робочих місць.
З 2015 року компанії, які об’єднує Спілка, інвестували понад 2,3 млрд дол., та за 2019 рік - 490 млн дол. в будівництво нових об’єктів – заводів, виробничих потужностей, сучасних логістичних центрів.
Станом на 2025 рік ключові цифри СУП:
405 000 робочих місць, 72 млрд грн податків (за 2024 рік), 82,3 млрд грн інвестицій за 2022-2025 р.

## Діяльність
Адвокація
СУП розробляє законодавчі ініціативи та є учасником робочих груп при Кабінеті Міністрів, Комітетах Верховної Ради, входить до складу Національної Ради Реформ при Президентові України.
У 2018 році Спілка сформувала ТОП-10 вимог до влади, що сприятимуть покращенню бізнес-клімату в країну та зростанню української економіки.
Серед ключових ініціатив, реалізованих за період існування Спілки — закон «маски-шоу стоп», «єдине вікно» на митниці, законопроєкт про банкрутство, відміна КОРО, відкриття ринку землі, скасування пайового внеску на будівництві, запровадження авторизованих економічних операторів, єдиний рахунок для слпати податків, е-ТТН та інше.
За перший рік роботи СУП підготувала 16 публічних запитів і звернень до органів влади, подала 12 законодавчих ініціатив, взяла участь більш ніж у 45 круглих столах, відвідала сім обласних центрів для налагодження діалогу з місцевими підприємцями.
Сьогодні в СУП функціонує 10 профільних комітетів за напрямками підприємницької діяльності. Ключова функція Комітетів - виявлення системних проблем, які стримують розвиток бізнесу, і розробка конкретних пропозицій та ініціатив для реалізації якісних законодавчих змін у контексті діяльності галузі й бізнесу.
У 2019-2020 роках створено Комітет виробників підакцизних товарів, Комітет ЖКГ та енергоефективності, Комітет з розвитку промисловості та інфраструктури, Комітет з сучасної освіти та консалтингу та Комітет з розвитку HoReCa.
За 2019 рік Комітети СУП подали до органів влади 73 ініціативи.
СУП разом з Українською радою бізнесу і Національною платформою МСБ співзаснували Національну бізнес-коаліцію.
Аналітичний Центр
Виступає надійним партнером бізнесу у формуванні публічної політики. Лише у 2024 році Центр реалізував понад 90% з 119 власних ініціатив. Ще 7% перебувають у процесі реалізації. Команда Центру підготувала й направила 154 звернення до органів державної влади, розробила 45 аналітичних матеріалів і роз’яснень, надала понад 60 експертних консультацій.
Основні досягнення в адвокації
- Економічна безпека: активна участь у підготовці законів щодо перезавантаження Бюро економічної безпеки та митної служби.
- Податкова політика: стала єдиною організацією, що подала звернення до Президента з вимогою ветувати закон про підвищення податків; значну частину норм було виключено або відтерміновано.
- Енергетика: ініціювала зміни для розвитку малої генерації — скасування мит на обладнання, спрощення підключення та будівництва об’єктів альтернативної енергетики.
- Мобільність бізнесу: брала участь у деблокуванні кордону з Польщею у 2024 році.
- Захист власності: недопущено прийняття законопроєкту №11195 щодо націоналізації бізнесу при наявності міноритарного акціонера під санкціями.
- Цифровізація бронювання: домоглася спрощення процедури бронювання, незалежно від військово-облікової спеціальності, через «Дію».
- Регулювання лобізму: сприяла ухваленню закону «Про лобіювання» (№3606-ІХ), що легалізував лобістську діяльність в Україні.

У Спілці є Центр Захисту Бізнесу, метою якого є захист інтересів учасників Спілки від неправомірних дій з боку правоохоронних органів.  Провайдери ЦЗБ займаються тривалою роботою з вирішення нагальних проблем учасників, що звернулися за допомогою. Представники СУП входять до складу робочих груп при Кабінеті Міністрів України, СБУ, Офісі Генпрокурора і відстоюють права членів СУП на всіх рівнях.
У 2016 році Спілка підписала Меморандум зі Службою безпеки України про співпрацю в сфері захисту підприємців. Мета документу – забезпечення прозорості діяльності СБУ та запобігання непропорційності обсягу вжитих процесуальних заходів, порушень порядку проведення обшуків та порушень законних прав бізнесу в Україні.
ЦЗБ у 2023 році захистив активів підприємців на 1,5 млрд гривень.
ЦЗБ за 2024-2025  рік захистив активів підприємців на 2,750 млрд. гривень
Центр Міжнародного Співробітництва — займається питаннями експорту товарів і послуг та допомагає у процесі виходу на нові ринки.
Створено за підтримки CIPE Ukraine. Співпрацює з GIZ, Представництво ЄС в Україні.
Нетворкінг
Спілка є організатором щорічного SUP DAY FORUM – найбільшого в Україні бізнес-форуму, організованого підприємцями для підприємців. З 2024 року захід відбувається у Львові та Києві.
СУП проводить PR-клуб, HR-клуб, Маркетинг-клуб та інші заходи, спрямовані на підвищення навичок за різними напрямками та комунікацію учасників. Серед унікальних форматів заходів – Company visit (візит на підприємство учасника, який передбачає спілкування із власником бізнесу).
З 2023 року стагтував SUP IT DAY
SUP FAMILY PICNIC - це приємна зустріч Членів Спілки цілими родинами у неформальній атмосфері сімейного пікніка на безпечній локації на свіжому повітрі. У програму заходу включено мікс освітніх лекцій з інтерактивними зонами відпочинку та дитячими зонами.
SUP IT DAY - довгоочікуваний захід СУП, що успішно відбувся вперше у 2023-му. У програмі заходу панельні дискусії навколо нових технологій та рішень, які допомагають зміцненню та масштабуванню українського бізнесу, цікаві спікери, практичні кейси та можливість обміну досвідом.
ПРЕМІЯ СУП - урочиста подія для Членів Спілки як підсумок року, де відбувається церемонія нагородження переможців Премії.

## Рада директорів 2025-2027
Чинний склад Ради директорів СУП:
- Вячеслав Климов, співзасновник і співвласник компанії «Нова пошта» (Президент Спілки);
- Ігор Гуменний, власник компанії UBC Group (віце-президент Спілки);
- Ростислав Вовк, співвласник та голова Наглядової ради «Кормотех»;
- Володимир Костюк, виконавчий директор компанії «Фармак»;
- Констянтин Єфименко, акціонер та СЕО "Біофарма плазма";
- Олександр Конотопський, засновник та СЕО Ajax system;
- Юрій Филюк, генеральний директор та ініціатор Промприлад.Реновація;
- Софія Опацька, Голова Наглядової ради Бізнес-школи УКУ;
- Юрій Синиця, Засновник COLLAR Company;
- Руслан Шостак, Засновник EVA і VARUS, президент TERWIN;

- Віталій Ільченко, СЕО та засновник UKRAVIT.

## Засновники СУП[12]:
- Олександр Почкун, засновник та керуючий партнер Baker Tilly Ukraine;
- Ігор Гуменний, власник компанії UBC Group;
- Володимир Цой, власник компанії MTI;
- Андрій Федорів, власник компанії FEDORIV;
- Владислав Чечоткін, засновник та співвласник компанії Rozetka.ua;
- Дмитро Ушмаєв, засновник та президент компанії «Три Ведмеді»,
- Тарас Вервега, співзасновник компанії SoftServe;
- Олена Шуляк, співвласник Midland Development Ukraine;
- Костянтин Магалецький, партнер компанії Horizon Capital;
- Наталія Спіженко, власник Клініки Спіженко;
- Алекс Ліссітса, генеральний директор компанії IMC Group;
- Марія Барабаш, засновник та власник компанії A7 GROUP;
- Микола Толмачов, засновник та генеральний директор будівельної компанії ТММ;
- Валерій Кондрук, підприємець, інвестор.

## Регіональні представництва
Львів
Дніпро
Хмельницький
Одеса

## Європейські представництва
Варшава
Брюсель

## Ключові особи
Виконавчим директором Спілки українських підприємців з моменту створення є Катерина Глазкова.
Регіональні представники:
- м. Хмельницький - Степан Танасійчук.
- м. Львів - Тарас Водяний.